# Інтерференція хвиль

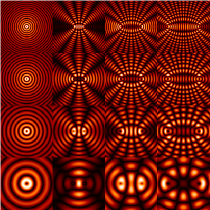
Картина інтерференції двох кругових когерентних хвиль, у залежності від довжини хвилі та відстані між джерелами

Інтерфере́нція хвиль (від лат. inter — взаємно, між собою; лат. ferio — вдаряю, вражаю) — явище накладання двох або більше когерентних хвиль, в результаті чого в одних місцях спостерігається підсилення кінцевої хвилі (інтерференційний максимум), а в інших місцях послаблення (інтерференційний мінімум).

## Загальний опис

Анімація: інтерференція двох хвиль від двох точкових джерел. Максимуми показано блакитним, провали — червоним/жовтим.

Інтерференція спостерігається у когерентних хвиль довільної природи — поверхневих (на воді), поперечних та поздовжніх 
звукових, електромагнітних (світло, радіохвилі), хвиль де Бройля.
При інтерференції результативне коливання є геометричною сумою коливань обох хвиль у відповідних точках. Цей принцип суперпозиції як правило є точним і порушується у окремих випадках, в деяких середовищах, коли амплітуда коливань є дуже високою (нелінійна оптика, нелінійна акустика).
Найпростішим випадком інтерференції є накладання двох гармонічних хвиль з однаковою частотою і поляризацією. В такому випадку результативна амплітуда А вираховується за формулою:
{\displaystyle A={\sqrt {A_{1}^{2}+A_{2}^{2}+2A_{1}A_{2}\cos \alpha }}},
де {\displaystyle A_{1}} та {\displaystyle A_{2}} — амплітуди відповідних хвиль, {\displaystyle \alpha } — різниця фаз цих хвиль.

## Використання
Явище інтерференції використовується, наприклад, в радіотехніці і акустиці для створення складних антен. Особливо велике значення інтерференція має в оптиці, вона лежить в основі оптичної та акустичної голографії.

## Модель інтерференції немонохроматичних хвиль Захар'євського

### Модель одновимірної хвилі
В загальному випадку одновимірну хвилю, що розповсюджується вздовж осі x, можна подати в такому вигляді:
{\displaystyle y(x,t)=A\cdot \sin {\frac {2\pi }{T_{x}}}\left(t-{\frac {x}{v_{x}}}\right)},
де {\displaystyle t} — змінна часу, {\displaystyle A} — амплітуда коливання, {\displaystyle T_{x}} — період коливань, {\displaystyle v_{x}} — швидкість розповсюдження коливань вздовж осі x.
Хвиля може також характеризуватися кутовою частотою:
{\displaystyle \omega _{x}={\frac {2\pi }{T_{x}}}={\frac {2\pi v_{x}}{\lambda _{x}}}},
де {\displaystyle \lambda _{x}} -довжина хвилі. Можна також ввести хвильовий вектор (число) у вигляді:
{\displaystyle k_{x}={\frac {2\pi }{\lambda _{x}}}={\frac {\omega _{x}}{v_{x}}}}.
Таким чином одномірну хвилю, що розповсюджується вздовж осі x можна також подати у вигляді:
{\displaystyle y(x,t)=A\cdot \sin \phi (x,t)=A\cdot \sin(\omega _{x}t-k_{x}x)},
де {\displaystyle \phi (x,t)=\omega _{x}t-k_{x}x} — фаза хвилі.

#### Модель інтерференціїмонохроматичної хвилі
Розглянемо монохроматичну хвилю з кутовою частотою {\displaystyle \omega }, ширина якої рівна нулю
{\displaystyle \Delta (\omega )=0}.
В рамках моделі інтерференції Захар'євського
розглядаються дві хвилі, що розповсюджуються по двох шляхах інтерферометра:
{\displaystyle y_{1}=A_{1}\sin \phi _{1}=A_{1}\sin(\omega _{x}-k_{x}x_{1})}
{\displaystyle y_{2}=A_{2}\sin \phi _{1}=A_{2}\sin(\omega _{x}-k_{x}x_{2})}
Сумарну хвилю можна подати у вигляді:
{\displaystyle y=y_{1}+y_{2}=A_{1}\sin \phi _{1}+A_{2}\sin \phi _{2}=(A_{1}+A_{2}\cos \psi )\sin \phi _{1}-A_{2}\sin \psi \cos \phi _{1}},
де різниця фаз двох коливань буде:
{\displaystyle \psi =\phi _{1}-\phi _{2}=k_{x}(x_{2}-x_{1})={\frac {2\pi \Delta _{x}}{\lambda _{x}}}},
де {\displaystyle \Delta _{x}=x_{2}-x_{1}} — різниця ходу двох хвиль. Для подальшого розгляду доцільно ввести нові змінні у вигляді:
{\displaystyle A_{1}+A_{2}\cos \psi =A\cos \theta }
{\displaystyle A_{2}\sin \psi =A\sin \theta }.
Тоді квадрат амплітуди сумарного коливання буде:
{\displaystyle A^{2}=A_{1}^{2}+A_{2}^{2}+2A_{1}A_{2}\cos \psi }.
Кути {\displaystyle \theta } та {\displaystyle \psi } пов'язані між собою таким чином:
{\displaystyle tg\theta ={\frac {A_{2}\sin \psi }{A_{1}+A_{2}\cos \psi }}}/
В результаті маємо наступне рівняння для інтерференційних коливань монохроматичної хвилі:
{\displaystyle y(x_{1},t)=A\cos \theta \sin \phi _{1}-A\sin \theta \cos \phi _{1}=A\sin(\phi _{1}-\theta )=A\sin(\omega t-k_{x}x_{1}-\theta )}
Оскільки енергія коливань залежить від квадрата амплітуди, тому для нас важливо з’ясувати можливі значення для різниці фаз та різниці ходу. Ми будемо мати два різні випадки.
В першому випадку ми маємо такі значення:
{\displaystyle \psi ={\frac {2\pi \Delta _{x}}{\lambda _{x}}}=0,\pm 2\pi ,\pm 4\pi ,\dots ,\pm N_{x}2\pi }
{\displaystyle \Delta _{x}=0,\pm \lambda _{x},\pm 2\lambda _{x},\dots ,\pm N_{x}\lambda _{x}}
де {\displaystyle N_{x}} — ціле позитивне або негативне число (порядок інтерференції). Максимальне значення квадрата модуля амплітуди тут буде:
{\displaystyle (A^{2})_{max}=(A_{1}+A_{2})^{2}}.
В другому випадку, коли ми маємо мінімальне значення квадрата амплітуди
{\displaystyle (A^{2})_{min}=(A_{1}-A_{2})^{2}}
ми будемо мати наступні значення для різниці фаз та різниці ходу:
{\displaystyle \psi ={\frac {2\pi \Delta _{x}}{\lambda _{x}}}=0,\pm \pi ,\pm 3\pi ,\dots ,\pm (2N_{x}+1)\pi }
{\displaystyle \Delta _{x}=0,\pm \lambda _{x}/2,\pm 2\lambda _{x}/2,\dots ,\pm (N_{x}+1)\lambda _{x}/2}.
Часто буває, що амплітуди коливань є однакові {\displaystyle A_{1}=A_{2}}. Тоді сумарна амплітуда буде:
{\displaystyle A^{2}=2A_{1}^{2}(1+\cos \theta )=4A_{1}^{2}\cos ^{2}\theta /2=4A_{1}^{2}\cos ^{2}\left({\frac {\pi \Delta _{x}}{\lambda _{x}}}\right)}
її максимальне значення {\displaystyle (A^{2})_{max}=4A_{1}^{2}}, а мінімальне — {\displaystyle (A^{2})_{min}=0}. Це найбільш бажаний результат, оскільки тут вся енергія коливань бере участь у створенні інтерференційної картини (найбільш різка контрастність).

#### Геометрична модель
Геометрична модель інтерференції базується на стандартній схемі, яка включає в себе два дзеркала Френеля, розміщені під невеликим кутом один до одного.
Інтервал між сусідніми світлими або темними смугами називається шириною смуги і позначається символом {\displaystyle \sigma }. Якщо {\displaystyle n_{x}}-а смуга знаходиться від центру поля на відстані {\displaystyle y_{1}}, то для неї різниця ходу рівна
{\displaystyle \Delta _{x1}=n_{x}\lambda _{x}={\frac {ay_{1}}{L}}},
де {\displaystyle a}- відстань між двома когерентними джерелами світла, а {\displaystyle L}- база інтерферометра (відстань між джерелами світла та площиною інтерференційного поля).
Для сусідньої {\displaystyle n_{x}+1} -ї смуги, яка знаходиться від центру поля на відстані {\displaystyle y_{2}}, маємо
{\displaystyle \Delta _{x2}=(n_{x}+1)\lambda _{x}={\frac {ay_{2}}{L}}}.
Очевидно, що різниця {\displaystyle y_{2}-y_{1}} рівна ширині смуги, звідки знаходимо
{\displaystyle \sigma _{x}=y_{2}-y_{1}={\frac {L\lambda _{x}}{a}}}.
Таким чином, ширина смуги інтерференції хвиль з нульовою шириною лінії ({\displaystyle \Delta \omega =0}), залежить від довжини хвиль,що (с-)падають.

### Модель двох близьких частот
В природі не зустрічаються хвилі, які характеризуються однією частотою, без розширення частотного спектру (т.з. ширина лінії спектру хвилі). навіть у випадку лазерного променя ми маємо скінченне значення ширини лінії. В загальному випадку цей частотний спектр можна розглянути за допомогою двох близьких частот:
{\displaystyle \Delta \omega =\omega _{2}-\omega _{1}\ll \omega _{1}\neq \omega _{2}}.
Розглянемо дві близькі хвилі у вигляді:
{\displaystyle z_{1}(x,t)=A_{1}\sin(\omega _{1}t+\phi _{1})}
{\displaystyle z_{2}(x,t)=A_{2}\sin(\omega _{2}t+\phi _{2})}.
У випадку рівності амплітуд {\displaystyle A_{1}=A_{2}} та фаз {\displaystyle \phi _{1}=\phi _{2}} сумарне значення двох хвиль буде:
{\displaystyle z_{tot}=z_{1}+z_{2}=A(\sin \omega _{1}t+\sin \omega _{2}t)=2A\cos \left({\frac {\omega _{1}-\omega _{2}}{2}}t\right)\cdot \sin \left({\frac {\omega _{1}+\omega _{2}}{2}}t\right)}
Середнє значення часто ми можемо розглядати як несучу частоту:
{\displaystyle \omega =\omega _{av}=(\omega _{1}+\omega _{2})/2},
а різницю частот
{\displaystyle \Omega =\omega _{mod}=(\omega _{1}-\omega _{2})/2}
як модуляційну частоту. Тут ми можемо також ввести поняття амплітуда модуляції
{\displaystyle A_{mod}(t)=2A\cos \Omega t}.
Таким чином, сумарне значення модульованої хвилі буде
{\displaystyle z_{tot}(t)=A_{mod}\sin \omega t}.

#### Модель інтерференції зі скінченною шириною частотного спектру
Розглянемо випадок інтерференції двох модуляційних хвиль, які можна подати у вигляді:
{\displaystyle z(x,y,t)=2A\cos[\Omega (t+y/v)]\cdot \sin[\omega (t-x/v)]}.
Тут враховано той факт, що несучі хвилі розповсюджуються вздовж осі {\displaystyle x}, а модуляційні — вздовж осі {\displaystyle y}. Кутові частоти тут будуть
{\displaystyle \omega _{x}={\frac {2\pi v}{\lambda _{x}}}}
{\displaystyle \Omega _{y}={\frac {2\pi v}{\Lambda _{y}}}}.
Хвильові вектори (числа) можна подати у вигляді:
{\displaystyle k_{x}={\frac {\omega _{x}}{v}}={\frac {2\pi }{\lambda _{x}}}}
{\displaystyle k_{y}={\frac {\Omega _{y}}{v}}={\frac {2\pi }{\Lambda _{y}}}}.
Оскільки {\displaystyle \omega _{x}\gg \Omega _{y}}, тому
{\displaystyle \Lambda _{y}={\frac {2\pi v}{\Omega _{y}}}\gg \lambda _{x}={\frac {2\pi v}{\omega _{x}}}}.
Таким чином, інтерференція двох модуляційних хвиль є типове двомірне явище в ({\displaystyle x,y}) — площині.
Коефіцієнт модуляції двох хвиль визначається як:
{\displaystyle K_{M}={\frac {\omega _{x}}{\Omega _{y}}}={\frac {\Lambda _{y}}{\lambda _{x}}}\gg 1}.
У випадку інтерференції його можна розглядати, як коефіцієнт підсилення двомірної інтерференції:
{\displaystyle K_{2D}=K_{M}\gg 1}.
Дві модуляційні хвилі можна подати у вигляді:
{\displaystyle z_{1}(t)=2A\cos[\Omega _{y}(t+y_{1}/v)]\cdot \sin[\omega _{x}(t-L/v)]=A_{z1}\cos \phi _{z1}=A_{z1}\cos(\Omega t-k_{y}y_{1})}
{\displaystyle z_{2}(t)=2A\cos[\Omega _{y}(t+y_{2}/v)]\cdot \sin[\omega _{x}(t-L/v)]=A_{z2}\cos \phi _{z1}=A_{z2}\cos(\Omega t-k_{y}y_{2})}.
де
{\displaystyle A_{z}=A_{z1}=A_{z2}=2A\sin(\omega t-k_{x}x)}
{\displaystyle \psi _{z}=\phi _{z1}-\phi _{z2}=k_{y}(y_{2}-y_{1})={\frac {2\pi \Delta _{y}}{\Lambda _{y}}}}
а {\displaystyle \Delta _{y}=y_{2}-y_{1}} - різниця ходу вздовж осі {\displaystyle y}.
Сумарне значення інтерференційної хвилі тут буде:
{\displaystyle z_{tot}=z_{1}+z_{2}=A_{z1}\cos \phi _{1}+A_{z2}\cos(\phi _{z1}-\psi _{z})=(A_{z1}+A_{z2})\cos \phi _{1}+A_{z2}\sin \psi \sin \phi _{1}}
Ми знову можемо скористатися заміною змінних у вигляді:
{\displaystyle A_{z1}+A_{z2}\cos \psi =A_{zz}\cos \theta _{z}}
{\displaystyle A_{z2}\sin \psi _{z}=A_{zz}\sin \theta _{z}}
Це дає змогу переписати сумарну хвилю у вигляді:
{\displaystyle z_{tot}=A_{zz}\cos \theta _{z}\cos \phi _{z1}+A_{zz}\sin \theta _{z}\sin \phi _{z1}=A_{zz}\cos(\phi _{z1}-\theta _{z})=A_{zz}\cos(\Omega t-k_{y}y_{1}-\theta _{z})}
де квадрат нової амплітуди та нова залежність між кутами буде:
{\displaystyle A_{zz}^{2}=2A_{z}^{2}(1+\cos \psi _{z})}
{\displaystyle tg\theta _{z}={\frac {sin\psi _{z}}{1+\cos \psi _{z}}}}
Для інтерференції з модуляцією ми також будемо мати два випадки. В першому випадку ми маємо наступні значення для різниці фаз та різниці ходу:
{\displaystyle \psi _{z}={\frac {2\pi \Delta _{y}}{\Lambda _{y}}}=0,\pm 2\pi ,\pm 4\pi ,\dots ,\pm N_{y}2\pi }
{\displaystyle \Delta _{y}=0,\pm \Lambda _{y},\pm 2\Lambda _{y},\dots ,\pm N_{y}\Lambda _{y}}
де {\displaystyle N_{y}} - ціле позитивне або негативне число (порядок інтерференції). Максимальне значення квадрата модуля амплітуди тут буде:
{\displaystyle (A_{zz}^{2})_{max}=(A_{z1}+A_{z2})^{2}}.
В другому випадку, коли ми маємо мінімальне значення квадрата амплітуди
{\displaystyle (A_{zz}^{2})_{min}=(A_{z1}-A_{z2})^{2}},
тоді будемо мати наступні значення для різниці фаз та різниці ходу:
{\displaystyle \psi _{z}={\frac {2\pi \Delta _{y}}{\Lambda _{y}}}=0,\pm \pi ,\pm 3\pi ,\dots ,\pm (2N_{y}+1)\pi }
{\displaystyle \Delta _{y}=0,\pm \Lambda _{y}/2,\pm 2\Lambda _{y}/2,\dots ,\pm (N_{x}+1)\Lambda _{y}/2}.

#### Геометрична модель модуляційної інтерференції
Основною умовою спостереження інтерференції модульованих хвиль є виконання співвідношення для модульованої різниці ходу:
{\displaystyle \Delta _{y}={\frac {ay}{L}}=N_{y}\Lambda _{y}=N_{x}\lambda _{x}},
а також співвідношення між ширинами смуг:
{\displaystyle N_{x}\sigma _{x}=N_{y}\Sigma _{y}}.
Іншими словами, необхідна синхронність коливань вздовж осі {\displaystyle x} з частотою {\displaystyle \omega _{x}} та модуляційних коливань вздовж осі {\displaystyle y} з частотою {\displaystyle \Omega _{y}}. Таким чином, для коефіцієнту модуляції (або коефіцієнту підсилення ширини смуги) маємо:
{\displaystyle K_{M}={\frac {\Lambda _{y}}{\lambda _{x}}}={\frac {N_{x}}{N_{y}}}={\frac {\Sigma _{y}}{\sigma _{x}}}\gg 1}.
Оскільки ми можемо спостерігати «підсилені» ширини смуг {\displaystyle \Sigma _{y}} (декілька штук), то для їх створення необхідно дуже багато «непідсилених» смуг {\displaystyle \sigma _{x}}, а це означає що {\displaystyle N_{x}\gg N_{y}}. 
Безумовно, інтерференція немодульованих хвиль з частотою {\displaystyle \omega _{x}} має пріоритет. Тому у випадку двох близьких частот {\displaystyle \omega _{x1}\neq \omega _{x2}} різниця порядків інтерференції {\displaystyle N_{x1}} та {\displaystyle N_{x2}} повинна бути малим числом:
{\displaystyle N_{x1}-N_{x2}=N_{y1}-N_{y2}=n_{y}=0,1,2,\dots }
Тоді різниця ходу для двох близьких частот буде:
{\displaystyle \Delta _{x}=N_{x1}\lambda _{x1}=(N_{x1}-n_{y})\lambda _{x2}}
або
{\displaystyle N_{x1}={\frac {n_{y}\lambda _{x1}}{\lambda _{x2}-\lambda _{x1}}}=n_{y}n_{x12}}.
Цей вираз також може переписати у формі:
{\displaystyle N_{x1}=n_{y}{\frac {\omega _{x1}}{2\Omega _{y}}}=n_{y}K_{MI}},
де {\displaystyle K_{MI}={\frac {\omega _{x1}}{2\Omega _{y}}}\gg 1}, а {\displaystyle \Omega _{y}={\frac {\omega _{1}-\omega _{2}}{2}}={\frac {\pi v(\lambda _{2}-\lambda _{1})}{\lambda _{1}\lambda _{2}}}}.
Якщо як джерело світла взяти водневу лампу, для якої {\displaystyle \lambda _{2}=656.2}нм та {\displaystyle \lambda _{1}=486.1}нм, тоді
{\displaystyle n_{x12}={\frac {\lambda _{2}}{\lambda _{2}-\lambda _{1}}}=3.9},
тобто не дуже велике число. Проте у випадку натрієвої лампи, де {\displaystyle \lambda _{2}=589.2}нм та {\displaystyle \lambda _{1}=589}нм, ми будемо мати велике число:
{\displaystyle n_{x12}={\frac {\lambda _{2}}{\lambda _{2}-\lambda _{1}}}=983}.
Іншими словами, у випадку двох близьких ліній, наприклад, для лазерних променів з конечним значенням ширини спектру, або натрієвої лампи ми будемо мати великий коефіцієнт підсилення інтерференції модульованих хвиль {\displaystyle K_{MI}=0.5n_{x12}=500}. 
Проте, у випадку «білого світла» або водневої лампи коефіцієнт підсилення інтерференції буде малим {\displaystyle K_{MI}=0.5n_{x12}=2}.
Таким чином, не залежно від конкретної схеми інтерферометра, інтерференція двох модульованих хвиль має велику ширину смуги:
{\displaystyle \Sigma _{y}=\sigma {\frac {\Lambda _{y}}{\lambda _{x}}}=\sigma _{x}N_{x}}
при {\displaystyle \Lambda _{y}=N_{x}\lambda _{x}}. Тому "зміщення ширини смуги" має вигляд:
{\displaystyle \Delta (\Sigma _{y})=\Sigma _{y1}-\Sigma _{y2}=(N_{x1}-N_{x2})\sigma _{x}=n_{y}\sigma _{x}}.
Очевидно, що мінімальне значення зміщення ширини смуги буде:
{\displaystyle [\Delta (\Sigma _{y})]_{min}=\sigma _{x}}
при {\displaystyle n_{y}=1}. Точність вимірювання ширини модульованих хвиль буде, якщо не враховувати похибку телескопа чи мікроскопа:
{\displaystyle \delta _{y}={\frac {[\Delta (\Sigma _{y})]_{min}}{\Sigma _{y}}}={\frac {\sigma _{x}}{N_{x}\sigma _{x}}}={\frac {1}{N_{x1}}}}
де {\displaystyle N_{x1}=n_{y}{\frac {\lambda _{x2}}{\lambda _{2}-\lambda _{1}}}\gg 1}.